# Nuancieren
Nuancieren ist im allgemeinen Sprachgebrauch ein Begriff für minimale Veränderungen von Eigenschaften, vielfach aus dem visuellen Bereich wie beispielsweise Farbton, Helligkeit oder Schattierungen.
Im Speziellen wird der Begriff in der Lackindustrie verwendet. Das Nuancieren bezeichnet dort den letzten Eingriff in den Herstellungsprozess von Lacksystemen, bei dem der Farbton den letzten Feinschliff erhält. Im Gegensatz zur Farbnachstellung versteht man unter Nuancierung nur die Endeinstellung eines bereits fertig formulierten Farbtons in der Produktion. Der Begriff Nuancieren wird hin und wieder auch im Bereich der Reparaturlackierung von KFZ zur exakten Farbtoneinstellung des Reparaturlackes verwendet.
Bei Flüssiglacken geschieht dies  mittels diverser Tönpasten, mit denen der produzierte Farbton an eine Farbvorlage angepasst wird. Da dies bei Pulverlacken nicht möglich ist, wird hier in der Regel eine zweite Extrusion mit Tönpigmenten vorgenommen, was weitaus aufwendiger ist. Vordispergierte Pigmentansätze, sogenannte Masterbatches lassen sich leichter einarbeiten.
In der Vergangenheit wurde die Nuancierung durch ausgebildete Spezialisten durchgeführt, den sogenannten Nuanceuren oder Koloristen, welche sich durch ein hervorragendes Farbsehen auszeichneten. Das Nuancieren wird in der Lackindustrie nach wie vor durchgeführt, jedoch heutzutage fast vollständig durch Unterstützung farbmetrischer Instrumente, welche die menschliche Fehlbarkeit weitgehend ausschließen.